# شونوالد یم شوارتسوالد
شونوالد یم شوارتسوالد (به آلمانی: Schönwald im Schwarzwald) یک شهر در آلمان است که در شوارتسوالد-بار واقع شده‌است. شونوالد یم شوارتسوالد ۲٬۴۵۰ نفر جمعیت دارد.